# Niechlów (gemeente)
De gemeente Niechlów is een landgemeente in het Poolse woiwodschap Neder-Silezië, in powiat Górowski.
De zetel van de gemeente is in Niechlów.
Op 30 juni 2004 telde de gemeente 5212 inwoners.

## Oppervlakte gegevens
In 2002 bedroeg de totale oppervlakte van gemeente Niechlów 151,98 km², waarvan:
- agrarisch gebied: 67%
- bossen: 21%

De gemeente beslaat 20,59% van de totale oppervlakte van de powiat.

## Demografie
Stand op 30 juni 2004:
| Omschrijving                   | Totaal | Totaal | Vrouwen | Vrouwen | Mannen | Mannen |
| ------------------------------ | ------ | ------ | ------- | ------- | ------ | ------ |
| eenheid                        | aantal | %      | aantal  | %       | aantal | %      |
| inwoners                       | 5212   | 100    | 2636    | 50,6    | 2576   | 49,4   |
| bevolkingsdichtheid (inw./km²) | 34,3   | 34,3   | 17,3    | 17,3    | 16,9   | 16,9   |

In 2002 bedroeg het gemiddelde inkomen per inwoner 1289,25 zł.

## Plaatsen
Bartodzieje, Bełcz Wielki, Bogucin, Głobice, Karów, Klimontów, Lipowiec, Łękanów, Masełkowice, Miechów, Naratów, Niechlów, Siciny, Szaszorowice, Świerczów, Tarpno, Wągroda, Wioska, Wroniniec, Wronów, Żabin, Żuchlów.

## Aangrenzende gemeenten
Góra, Jemielno, Nowa Sól, Pęcław, Rudna, Szlichtyngowa